# Mata (São Mateus)
A Mata é uma localidade portuguesa da freguesia da São Mateus, concelho da Madalena do Pico, ilha do Pico, arquipélago dos Açores. 
Próximo a este povoado localiza-se a Ginjeira e o Areeiro.